# Catocala neogama
Catocala neogama là một loài bướm đêm thuộc họ Erebidae. Nó được tìm thấy ở Maine và Quebec tới miền bắc Florida, phía tây đến South Dakota và Texas. Subspecies Catocala neogama euphemia được tìm thấy ở Arizona và New Mexico.

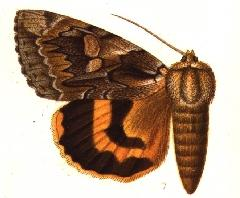

Sải cánh dài 70–85 mm và khoảng 90 mm for Catocala neogama euphemia. Con trưởng thành bay từ tháng 6 đến tháng 10. Catocala neogama euphemia is on wing từ tháng 7 đến tháng 8.
Ấu trùng ăn Butternut, Hickories và Walnut. Catocala neogama euphemia only feeds on Juglans.

## Phụ loài
- Catocala neogama neogama
- Catocala neogama euphemia

Catocala neogama loretta, được ghi nhận từ Texas, nay được xem là một đồng âm của Catocala neogama neogama.

## Hình ảnh

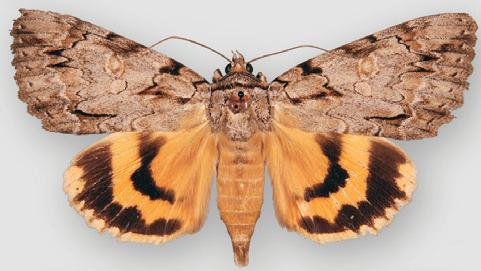

- Tập tin:Tập